# Checheyigen
Checheyigen (mongol (écriture cyrillique) : Цэцэйхэн ; MNS : Checheikhen), née en 1194 et décédée en 1237 est la deuxième fille de Gengis Khan et de sa première épouse Börte. Dans le cadre de la politique de Gengis Khan consistant à marier ses filles à des dirigeants puissants en échange de leur soumission, elle épouse en 1207 un prince de la tribu des Oirat, qui vit près du lac Baïkal.
Elle assume un rôle administratif de haut rang parmi le peuple de son mari, organisant les gens et les troupeaux comme d'autres femmes nomades de haut rang. Au cours des décennies suivantes, Checheyigen organise une série de mariages avantageux pour ses sept enfants et, après avoir soutenu le camp victorieux de Möngke du début des années 1250, sa famille Oirat devint l'une des plus puissantes de l'empire.

## Biographie

### Contexte et jeunesse

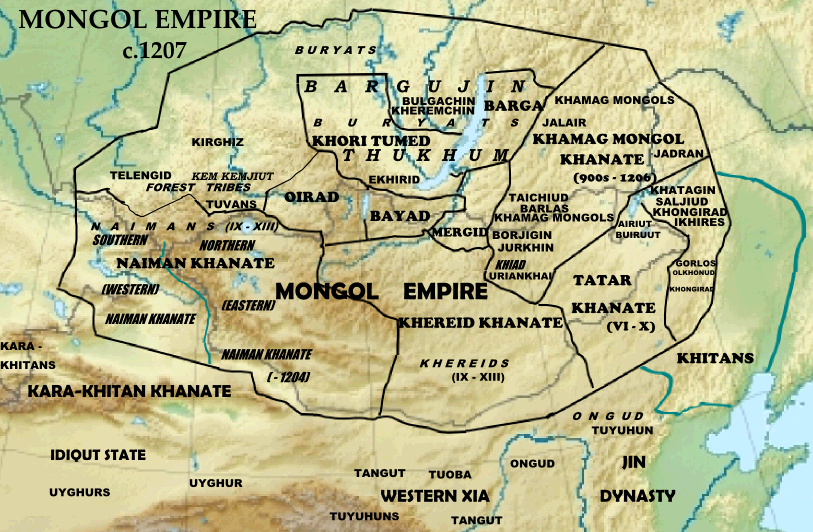
Les tribus unies par Temüjin pour fonder l'Empire mongol ; les Oirat sont étiquetés « Oirad » et sont situés au centre gauche de la carte.

La mère de Checheyigen, Börte, est née dans la tribu Onggirat, qui vit le long de la chaîne de montagnes du Grand Khingan au sud de la rivière Argoun, dans l'actuelle Mongolie intérieure. Elle épouse un chef mongol nommé Temüjin. Au cours des vingt années suivantes, Börte donne naissance à neuf enfants : quatre fils nommés Djötchi, Djaghataï, Ögedei et Tolui, et cinq filles nommées Qojin, Checheyigen, Alaqa, Tümelün et Al-Altan, par ordre de naissance. Après sa dernière naissance, les enfants de Temüjin proviennent d'autres femmes et concubines d'un rang inférieur à Börte et à ses enfants.
Checheyigen est probablement née à la fin de 1187 ou 1188, probablement après Ögedei et avant Alaqa. Au cours des deux décennies qui suivent sa naissance, Temüjin augmente progressivement son pouvoir et soumet les tribus rivales, un processus qui aboutit à son accession au titre de Gengis Khan, dirigeant d'un nouvel empire mongol, en 1206,. Avant et après cet événement, Gengis utilise ses filles à des fins diplomatiques en arrangeant des mariages à des chefs tribaux contre leur soumission. Checheyigen et ses sœurs assument des rôles administratifs importants dans de grandes tribus, en plus de servir de lien entre leur père et ses nouveaux vassaux gendres,.

### Mariage
En 1207, Gengis Khan envoie son fils aîné Djötchi pour soumettre les Hoi-yin Irgen (ja), un ensemble de tribus qui vivent entre le lac Baïkal et l'Oural,. L'une de ces tribus, les Oirat, cherche à éviter l'affrontement et se soumet rapidement, incitant d'autres tribus à faire de même,,,.
La soumission rapide de Qutuqa Beki, Khan Oïrat, lui permet de gagner la faveur de Gengis Khan. Il arrange plusieurs mariages entre leurs enfants. Checheyigen est mariée en 1207 avec Inalchi, fils de Quduka beki (chinois : 忽都合别乞), chef des Oïrats. Les mariages sont bénéfiques pour tous : Gengis gagna la loyauté et les territoires des Oirat ; Qutuqa Beki devient un chef militaire de haut rang dans le nouvel empire mongol et conserva le contrôle direct de ses sujets, qui servaient d'auxiliaires à l'armée mongole principale ; et Checheyigen assume un rôle administratif de haut rang parmi le peuple de son mari, organisant les gens et les troupeaux comme d'autres femmes nomades de haut rang,,. Un récit rapporte que le commandant en chef de son père, Bo'orchu, donne des instructions à Checheyigen lors de son mariage :

« Écoute, Checheyigen Aghai ! Parce que tu es la fille de ton père Khan, tu es envoyée pour gouverner le peuple de la tribu des Oïrats… Jour et nuit, tu dois être vigilante en permanence. Tes paroles doivent refléter ta sagesse, et tu dois rester chaste. Laisse chez toi les choses que tu ne maîtrises pas, et emmène avec toi tout ce que tu maîtrises. Tu dois organiser le peuple Oïrat et le contrôler ! »

Checheyigen et son mari Oirat ont sept enfants : trois garçons nommés Buqa Temür, Börtö'ä et Bars Buqa, et quatre filles nommées Güyük, Orqina, Elchiqmish et Köchü. Dans les années 1220 et 1230, Checheyigen cherche à remarier ses filles avec des membres de la famille régnante mongole. Güyük et Elchiqmish épousent leurs cousins Hulegu et Ariq Böke, tous deux fils de Tolui. Pendant ce temps, Orqina et Köchü épousent les petits-fils des frères Djötchi et Djaghataï de Checheyigen : respectivement Qara Hülegü et Toqoqan,. De plus, deux de ses fils épousent des descendants de Gengis. Durant cette période, Qutuqa Beki et Checheyigen envoient également des troupes Oirat pour aider aux campagnes militaires mongoles telles que la conquête de la Russie entre 1236 et 1242, et les campagnes de Hulegu dans les années 1250.

### Fin de vie et postérité
Checheyigen est encore en vie en 1253. Au cours de l'accession au trône tumultueuse de Möngke du début des années 1250, elle et les Oirats soutiennent son usurpation aux côtés du frère de Hulegu et d'Ariq Böke, avec qui ils semblent avoir eu une alliance,. Son sens politique, à la fois en termes de soutien à ce coup d'État et sa capacité à organiser d'excellents mariages pour ses nombreux enfants, assure la puissance de la noblesse Oïrat au sein de l'empire. Plus particulièrement, Orqina gouverne le khanat de Djaghataï en tant que régent unique et indépendant pendant plus d'une décennie au milieu des années 1200. Cependant, en raison de décès inattendus et de fortes contestations de familles rivales, les descendants de Chechiyegen finissent par perdre une grande partie de leur influence.